# Trisetum viride
Trisetum viride là một loài thực vật có hoa trong họ Hòa thảo. Loài này được (Kunth) Kunth miêu tả khoa học đầu tiên năm 1829.